# Tartessus ferrugineus
Tartessus ferrugineus är en insektsart som beskrevs av Walker 1851. Tartessus ferrugineus ingår i släktet Tartessus och familjen dvärgstritar.

## Underarter
Arten delas in i följande underarter:
- T. f. akonis
- T. f. nigricosta
- T. f. malayus
- T. f. proximus